# Tetiana Tchornovol
Tetiana Tchornovol (en ukrainien : Тетяна Миколаївна Чорновол), née le 4 juin 1979 à Kiev, est une journaliste ukrainienne et militante politique de la lutte anti-corruption.

## Biographie
Elle nait à Kiev en République socialiste soviétique d'Ukraine. En 2001, elle sort diplômée de la faculté de journalisme de l'Université internationale de Kiev (en).

### Manifestations de Maïdan
Journaliste au journal en ligne Ukrayinska Pravda, elle est agressée le 25 décembre 2013 par deux hommes dans la banlieue de Kiev, provoquant un tollé dans le pays. Selon l'opposition ukrainienne, cette agression aurait eu lieu du fait des articles très critiques envers le président Viktor Ianoukovytch et ses proches ; ces derniers parlent de « provocations » visant à les discréditer en ce contexte de manifestations en Ukraine.

### L'après Maïdan
Tetiana Tchornovol est nommée responsable d'un comité national anti-corruption le 26 février 2014, lors de la formation du gouvernement d'Arseni Iatseniouk. Elle en démissionne le 18 août 2014 pour protester contre le manque de moyens et de soutiens, car selon elle « les anciens schémas de corruption, surtout, perdurent, [...] la corruption, elle profite à trop de monde, y compris au sein du nouveau pouvoir. »
Elle rejoint le parti Front populaire (en ukrainien Народний фронт) d'Arseni Iatseniouk et Oleksandr Tourtchynov et est candidate en deuxième position aux élections législatives de 2014. Elle est élue députée.
Le 5 septembre 2014, le journaliste polonais Wojciech Bojanowski révèle sur Twitter qu'elle combat au sein du bataillon Azov durant la bataille de Marioupol,.
Lors des élections législatives anticipées de 2019, elle se présente en 27e position sur la liste « Solidarité européenne » de l'ancien président Petro Porochenko.
Fin 2021, elle commence une formation à l'utilisation de missiles antichars. Elle combat lors de l'invasion russe de 2022.

## Vie privée
Elle était l'épouse de Nikolaï Berezovii, ancien député UDAR, qui a rejoint le bataillon Azov et est mort dans le Donbass le 10 août 2014,.